# Saturation III
| Recensione    | Giudizio |
| ------------- | -------- |
| AllMusic      | [ 1 ]    |
| Pitchfork     | [ 2 ]    |
| The A.V. Club | B        |
| HipHopDX      | [ 2 ]    |

Saturation III è il terzo album in studio del gruppo musicale statunitense Brockhampton, pubblicato il 15 dicembre 2017 dalla propria label, la Question Everything, Inc. e dalla Empire Distribution.

## Descrizione
L'album pone fine alla trilogia Saturation, segue di pochi mesi l'uscita dei due capitoli precedenti, Saturation e Saturation II (pubblicati rispettivamente il 9 luglio e il 25 agosto dello stesso anno), e riscuote un ottimo successo negli Stati Uniti (15º nella Billboard 200). Ottiene un punteggio di 82/100 su Metacritic.

## Tracce
1. Boogie – 3:13 – Romil Hemnani, Jabari Manwa (prod. agg.)
2. Zipper – 3:22 – Manwa, Hemnani (co-prod.)
3. Johnny – 4:11 – Hemnani, Manwa (prod. agg.)
4. Liquid – 1:22 – Manwa
5. Cinema 1 – 0:45 – Hemnani
6. Stupid – 3:36 – Hemnani, Q3 (Manwa, Kiko Merley)
7. Bleach – 4:33 – Hemnani, Manwa
8. Alaska – 3:19 – Hemnani, Bearface (prod. agg.)
9. Hottie – 3:17 – Manwa
10. Cinema 2 – 0:38 – Hemnani
11. Sister
Nation – 6:04 – Hemnani
12. Rental – 3:33 – Hemnani, Q3
13. Stains – 3:00 – Hemnani, Manwa
14. Cinema 3 – 0:51 – Hemnani
15. Team – 4:33 – Bearface, Hemnani (prod. agg.), Joba (prod. agg.)

## Classifiche
| Classifica (2018)         | Posizione massima |
| ------------------------- | ----------------- |
| Canada                    | 59                |
| Paesi Bassi               | 102               |
| Stati Uniti               | 15                |
| US Independent Albums     | 2                 |
| US Top R&B/Hip-Hop Albums | 5                 |